# Nello Maestri
Pour les articles homonymes, voir Maestri.
Nello Maestri est un karatéka italien né le 2 avril 1986 à Palerme. Il est titré champion d'Europe en kumite masculin moins de 84 kilos aux championnats d'Europe de karaté 2015, à Istanbul.
Il est médaillé de bronze de kumite par équipes aux Championnats du monde de karaté 2018 à Madrid.